# Marcador tumoral
Los marcadores tumorales son una serie de sustancias que pueden detectarse, dependiendo del tipo de marcador, en sangre, orina, heces u otros tejidos del organismo y cuya presencia en una concentración superior a determinado nivel puede indicar la existencia de uno o más tipos de cáncer. Aunque una concentración anormal de un marcador tumoral pueda sugerir la presencia de cáncer, esto, por sí mismo, no es suficiente para diagnosticarlo. Generalmente su utilidad se reduce a sospechar el diagnóstico o valorar la evolución de un tumor detectado por otros procedimientos. La mayor parte de los marcadores tumorales pueden ser producidos también por las células normales, por lo que existen falsos positivos. Además, algunas enfermedades no cancerosas provocan que los niveles de ciertos marcadores tumorales se incrementen. En otras ocasiones el resultado del test es negativo y, sin embargo, existe un tumor maligno (falso negativo). La interpretación del resultado, tanto positivo como negativo para un determinado marcador tumoral puede llegar a revestir gran complejidad, por lo que es imprescindible el asesoramiento médico.

## Clasificación
Las sustancias que se pueden emplear como marcadores tumorales son muy heterogéneas desde el punto de vista bioquímico y pueden clasificarse en los siguientes grupos:
- Antígenos oncofetales como el antígeno carcinoembrionario, alfa-fetoproteina y gonadotropina coriónica humana.
- Glicoproteínas como el antígeno prostático específico, el CA 125, CA19-9, CA 15-3 y CA72.4
- Enzimas como la lactato deshidrogenasa (LDH) y fosfatasa alcalina.
- Hormonas como las catecolaminas.
- Proteínas como la tiroglobulina.

## Antígeno carcinoembrionario
Primitivamente se observó que era producida por tumores gastrointestinales como cáncer de colon y cáncer de páncreas. Posteriores investigaciones mostraron que también era producida en casos de cáncer de pulmón, cáncer de mama, cirrosis hepática, enfermedad pulmonar obstructiva crónica, enfermedad de Crohn y muchas otras patologías.
Para un paciente previamente diagnosticado de un tumor gastrointestinal, el aumento brusco del nivel del antígeno carcinoembrionario en sangre puede indicar recurrencia de la enfermedad.

## Antígeno prostático específico
El antígeno prostático específico es una proteína enzimática llamada serina proteasa que actúa como anticoagulante para mantener el semen líquido. En condiciones normales sólo pequeñas cantidades escapan a la sangre. La elevación de los niveles sanguíneos del antígeno prostático específico puede indicar la presencia de un cáncer de próstata, prostatitis o hipertrofia benigna de próstata.

## CA-125
El CA-125 es una glicoproteína de elevado peso molecular que puede ser producida por diferentes estructuras como los mesotelios (pleura, peritoneo y pericardio), trompa de Falopio, endocérvix y fondo vaginal. El CA-125 no es por tanto un marcador específico tumoral, sino que puede ser sintetizado tanto por células normales como malignas de los epitelios donde se origina. Por ello, su utilización en la práctica médica es de utilidad limitada, por problemas de sensibilidad o falsos positivos (elevación del marcador en ausencia del evento clínico que se pretende evidenciar) y de especificidad o falsos negativos (ausencia de elevación del marcador en presencia del evento clínico). Está más frecuentemente asociado a cáncer de ovario, pero también puede estar elevado en otros tipos de tumor, como cáncer de endometrio, cáncer de trompas de falopio, cáncer de pulmón, cáncer de mama, cáncer de páncreas, cáncer de hígado y cáncer de colon.

## Listado
| Marcador tumoral            | Tumores asociados |  |
| --------------------------- | --- |  |
| Alfa fetoproteina (AFP)     | cáncer de hígado |  |
| CA 15.3                     | cáncer de mama |  |
| CA 27-29                    | cáncer de mama |  |
| CA 19-9                     | Principalmente cáncer de páncreas, también cáncer de colon y otros tipos de cáncer del aparato digestivo.                                                                       |  |
| CA-125                      | Principalmente cáncer de ovario, también cáncer de útero, cáncer de pulmón, cáncer de mama y varios tipos de cáncer de aparato digestivo. Puede incrementarse en endometriosis. |  |
| Calcitonina                 | cáncer de tiroides |  |
| Calretinina                 | mesotelioma, carcinoma adrenocortical, sarcoma sinovial. |  |
| Antígeno carcinoembrionario | cáncer gastrointestinal, cáncer de cérvix, cáncer de pulmón, cáncer de ovario, cáncer de mama, cáncer de vías urinarias                                                         |  |
| CD34                        | hemangiopericitoma, lipoma pleomórfico, dermatofibrosarcoma protuberans |  |
| CD99MIC 2                   | sarcoma de Ewing, primitive neuroectodermal tumor, hemangiopericitoma, sarcoma sinovial, linfoma, leucemia                                                                      |  |
| CD117                       | tumor del estroma gastrointestinal, mastocitosis, seminoma |  |
| Cromogranina                | tumor neuroendocrino |  |
| Citoqueratina               | Muchos tipos de carcinoma, algunas variedades de sarcoma |  |
| Desmina                     | sarcoma musculoesquelético, sarcoma de endometrio |  |
| M2-PK                       | cáncer de colon (determinación en heces). |  |